# Poids super-mouches
Pour les articles homonymes, voir Poids (homonymie).
Poids super-mouches est une catégorie de poids en sports de combat.
En boxe anglaise professionnelle, elle concerne les athlètes pesant entre 50,349 kg (111 livres) et 51,709 kg (114 livres).
Cette catégorie n'existe pas en boxe anglaise amateur (olympique).

## Boxe professionnelle

### Titre inaugural
| Organisation | Boxeur         | Date              |
| WBA          | Gustavo Ballas | 12 septembre 1981 |
| WBC          | Rafael Orono   | 2 février 1980    |
| IBF          | Kim Chul-ho    | 10 décembre 1983  |
| WBO          | José Ruiz      | 29 avril 1989     |